# 高塘乡 (德安县)
高塘乡，是中华人民共和国江西省九江市德安县下辖的一个乡镇级行政单位。

## 行政区划
高塘乡下辖以下地区：
高塘村、大垄村、顾田村、长垄村和罗桥村。